# Jean Derval
 (juin 2014).
Si vous disposez d'ouvrages ou d'articles de référence ou si vous connaissez des sites web de qualité traitant du thème abordé ici, merci de compléter l'article en donnant les références utiles à sa vérifiabilité et en les liant à la section « Notes et références ».
Jean Derval, né le 2 mars 1925 à Châtillon-sur-Indre dans le Berry et mort le 19 février 2010 à Antibes, est un céramiste français.

## Biographie
Jean Derval reçoit d'abord une éducation artistique comme graphiste et affichiste à l'École des Arts Appliqués de la rue Dupetit-Thouars à Paris. Sa vocation pour la céramique lui vient fortuitement en créant des services en grès pour la maison d'orfèvrerie Christofle.
En 1945, lors de son passage à Saint-Amand-en-Puisaye, il apprend le métier de céramiste dans l'atelier Maubrou-Pigaglio. Dans cet atelier, auprès de Camille Gendras, tourneur chez Pigaglio, il s’initie au tournage et aux autres techniques céramiques. Il séjourne par la suite à La Borne dans le Cher, où il fait la connaissance de Paul Beyer.
En 1947, Jean Derval rejoint ses camarades Robert Picault et Roger Capron à Vallauris où ils ont créé un atelier de poterie l'année précédente. Le monde élégant des amateurs et des artistes se retrouve à cette époque sur la Côte d'Azur autour de Picasso. Jean Derval entre en 1949 dans le célèbre atelier Madoura, où il côtoie le maître andalou pendant deux ans.
En 1951, il fonde son propre établissement, Le Portail. Au lieu de créer une véritable manufacture, il choisit la voie difficile des « pièces uniques ».
Derval propose un répertoire de poteries domestiques, essentiellement d'inspiration anthropomorphe et zoomorphe, réinterprétées à partir des leçons du cubisme et de l'abstraction. Sa ferveur chrétienne le conduit aussi à traiter des sujets religieux tels que des représentations de la Vierge et des saints. Enfin, ses racines méditerranéennes laissent une place importante à la mythologie de la Grèce antique.
La fin des années 1960 est marquée par une évolution du goût vers des grès aux teintes austères, aux dépens des faïences colorées affectionnées par Jean Derval. Celui-ci s'oriente alors vers une céramique architecturale avec une vision de sculpteur plus que de potier.

## Filmographie
Un documentaire de 26 minutes réalisé par Pierre Rémy (PMAvision) en 1998 retrace la carrière de Jean Derval.